# Haut-Mbomou
Haut-Mboumou is een van de veertien prefecturen van de Centraal-Afrikaanse Republiek. Het heeft een oppervlakte van 55.530 km² en heeft 57.062 inwoners (2003). De hoofdstad is Obo.
Bamingui-Bangoran · Basse-Kotto · Haute-Kotto · Haut-Mbomou · Kémo · Lobaye · Mambéré-Kadéï · Mbomou · Nana-Mambéré · Ombella-M'Poko · Ouaka · Ouham · Ouham-Pendé · Vakaga